# Serra de Almijara
A serra de Almijara é uma formação montanhosa que faz parte da cordilheira Penibética situada entre as províncias de Málaga e Granada, Andaluzia, Espanha. Juntamente com as serras de Tejeda e de Alhama constitui a fronteira natural entre aquelas províncias, separando a Axarquía da depressão de Granada. Nessas serras encontra-se o Parque Natural das Serras de Tejeda, Almijara e Alhama.
A serra estende-se na direção noroeste-sudeste, através duma paisagem escarpada que tem o seu ponto mais alto no pico de Matalascamas, a 1 791 metros de altitude.